# 野木海翔
野木 海翔（のぎ かいと、1997年8月20日 - ）は、京都府亀岡市出身の元プロ野球選手（投手）。

## 経歴
6歳の頃から野球を始め、亀岡市立東輝中学校時代は京都嵯峨野ボーイズでプレー。九州国際大学付属高校時代は、エース左腕の富山凌雅に次ぐ右投げの控え投手として3年生から背番号11をつける。夏の県大会決勝では、楠城徹監督から先発に抜擢され、東海大付第五高相手に被安打6で自身初の完封勝利を挙げた。甲子園大会にも控え投手として出場し、清宮幸太郎擁する早稲田実業高との準々決勝で先発したが、清宮との2打席目の対戦で本塁打を浴びたことをきっかけに打ち込まれ、4回途中4失点で降板。ベスト8で敗退した。高校での同学年のチームメイトに富山のほか、山本武白志がいる。
東洋大学では1年春にリーグ戦登板を経験するも、2、3年では登板はなかった。4年では先発も経験したが、年間で計6試合の登板で目立った成績を残せなかった。
大学卒業後の2020年に社会人野球・ミキハウス硬式野球部に入部。ミキハウスの商品の梱包作業にあたりながらプレーを続けていた。しかし、独立リーグ出身の知人に「スカウトの注目が段違い」と助言されたことをきっかけに、2年目（2021年）の途中で退社を決断。ミキハウスは野木の決断を尊重し、独立リーグ球団移籍のために6月をもって退部した。
7月22日、独立リーグ・四国アイランドリーグplusの徳島インディゴソックスに練習生として入団し、同月31日に選手登録が行われた。8月1日の対愛媛マンダリンパイレーツ戦でリリーフとして初登板。1年目は8試合、8回2/3の登板で12奪三振を記録した。
25歳を迎える徳島2年目の2022年シーズンはチーム最年長となった。この年はクローザーとして定着。前年よりも2km/h球速があがり、イニング数を上回る奪三振を記録する圧倒的な奪三振率を誇る。この年は最終的にリーグ2位の9セーブを記録し、また、奪三振率は13.88であった。同年オフに任意引退が受理され、徳島球団を退団。

## 選手としての特徴
直球の球速はコンスタントに150km/h前後をマークし、最高球速は153km/h。カウント球と決め球の両方に使えるスライダーや、落差のあるフォークを投げ、高い奪三振率を記録する。また、繊細なコントロールも持ち合わせる。

## 人物
高校3年の甲子園大会の早稲田実業高戦では、当時、怪童として多くのメディアで取り上げられていた清宮幸太郎と対戦。「本当にどこを見ても、取り上げられるのは清宮君ばかり。ねじ伏せてやろうという気持ちでいっぱいでした」という。監督の楠城徹の指示通り、インコース攻めを徹底し、1打席目は作戦通りにピッチャーゴロに抑えることができたが、「圧があって、やっぱり凄いなって思っていた」といい、2打席目では少しシュート気味で膝元に甘く入った直球を右翼に運ばれた。このことから、一球の大切さを身をもって学んだという。
2021年途中でミキハウスを退部し、徳島に移籍したが、まずはスカウトに自分の実力を見てもらえる環境を重要視したためだったという。また、社業をしながらという環境に負担を感じ、野球だけに取り組みたかったことも理由である。

## 詳細情報

### 独立リーグでの年度別投手成績
| 年 度     | 球 団     | 登 板 | 先 発 | 完 投 | 完 封 | 無 四 球 | 勝 利 | 敗 戦 | セ 丨 ブ | ホ 丨 ル ド | 勝 率 | 打 者 | 投 球 回 | 被 安 打 | 被 本 塁 打 | 与 四 球 | 敬 遠 | 与 死 球 | 奪 三 振 | 暴 投 | ボ 丨 ク | 失 点 | 自 責 点 | 防 御 率 | W H I P |
| --------- | --------- | ----- | ----- | ----- | ----- | -------- | ----- | ----- | -------- | ----------- | ----- | ----- | -------- | -------- | ----------- | -------- | ----- | -------- | -------- | ----- | -------- | ----- | -------- | -------- | ------- |
| 2021      | 徳島      | 8     | 0     | 0     | 0     | 0        | 1     | 1     | 0        | 0           | .500  | 36    | 8.2      | 6        | 1           | 4        | -     | 0        | 12       | 0     | 0        | 3     | 3        | 3.12     | 1.15    |
| 2022      | 徳島      | 32    | 0     | 0     | 0     | 0        | 1     | 3     | 9        | 2           | .250  | 146   | 35.2     | 26       | 1           | 12       | -     | 0        | 55       | 3     | 0        | 8     | 8        | 2.02     | 1.07    |
| 通算：2年 | 通算：2年 | 40    | 0     | 0     | 0     | 0        | 2     | 4     | 9        | 2           | .333  | 182   | 44.1     | 32       | 2           | 16       | -     | 0        | 67       | 3     | 0        | 11    | 11       | 2.23     | 1.08    |

### 背番号
- 48 （2021年7月22日 - 2022年）